# Lockout
Lockout vil sige, at arbejdsgiver udelukker de ansatte i en virksomhed eller inden for et overenskomstområde fra at lønarbejde. Det kan ses som arbejdsgivernes form for strejke. Ved en lockout udelukkes de ansatte, indtil de finder en løsning på den opståede konflikt.
Ordet stammer fra engelsk og betyder at låse ude – og dermed at arbejdstagerne forhindres i at arbejde.
Både strejker og lockouts var mere udbredte under industrialiseringen, men er især efter 2. verdenskrig blevet mindre almindelige; selvom varslerne om dem ikke er så ualmindelige i forbindelse med overenskomstforhandlinger.
I Danmark begyndte arbejdskampen, der ledte til Septemberforliget af 1899, med arbejdsgivernes lockout af arbejderne. Septemberforliget har efterfølgende været det fundament, som andre hovedaftaler er blevet udarbejdet efter.